# David (Zeitschrift)
David (Eigenschreibweise: DAVID) ist eine jüdische Kulturzeitschrift. Herausgeber und Verleger ist der jüdische Kulturverein David mit Sitz in Ebenfurth.
Die Zeitschrift erscheint seit 1989 vierteljährlich und versteht sich als unabhängig und überparteilich. Sie hat eine Auflage von ca. 10.000 Exemplaren (eigene Angaben). Schwerpunktmäßig beschäftigt sie sich mit der Regionalgeschichte der Juden in Österreich, aber auch mit zeitgeschichtlichen Fragen und Beiträgen zu Israel.
Der Chefredakteur von David ist Ilan Beresin.